# Địa lý Hồng Kông

Các quận của Đặc khu hành chính Hồng Kông: 1. Li Đảo; 2. Quỳ Thanh; 3. Quận Bắc; 4. Tây Cống; 5. Sa Điền; 6. Đại Bộ; 7. Thuyền Loan; 8. Đồn Môn; 9. Nguyên Lãng; 10. Cửu Long Thành; 11. Quan Đường; 12. Thâm Thủy Bộ; 13. Hoàng Đại Tiên; 14. Du Tiêm Vượng; 15. Quận Trung Tây; 16. Quận Đông; 17. Quận Nam; 18. Loan Tể

Hồng Kông hay Hương Cảng là một đặc khu hành chính thuộc Cộng hòa Nhân dân Trung Hoa và có thể được chia thành ba khu vực địa lý: Cửu Long, đảo Hồng Kông và Tân Giới. Hồng Kông là một thành phố ven biển và là một hải cảng lớn ở miền Nam Trung Quốc, giáp với tỉnh Quảng Đông qua thành phố Thâm Quyến ở phía bắc và Biển Đông ở phía tây, đông và nam. Nơi đây có khoảng 260 hòn đảo và bán đảo lớn nhỏ nằm ở cửa sông của đồng bằng Châu Giang. Khu vực thuộc Hồng Kông tách biệt với Trung Quốc đại lục, nhưng vẫn được coi là một phần của "Đại Trung Hoa".
Hồng Kông có tổng diện tích là 1,108 km2 (0,428 dặm vuông Anh), trong đó diện tích nước chiếm khoản 3,16%. Sáu mươi hòn đảo được phân tán xung quanh Hồng Kông, trong đó lớn nhất theo khu vực là đảo Đại Tự Sơn nằm ở phía Tây Nam của bán đảo chính. Đại Tự Sơn và phần lớn các đảo còn lại là một phần của Tân Giới, một khu vực cũng bao gồm địa hình đồi núi phía bắc Cửu Long. Đảo Hồng Kông được ngăn cách với bán đảo Cửu Long bởi cảng Victoria, một bến cảng địa hình tự nhiên. Bán đảo Cửu Long ở phía nam đường Boundary cùng với khu Tân Giới ở phía bắc đảo Hồng Kông đã được sáp nhập vào lãnh thổ Hồng Kông thuộc Anh lần lượt vào năm 1860 và 1898.
Xa hơn nữa từ cảng Victoria và bờ biển, cảnh quan của Hồng Kông có khá nhiều đồi núi với những sườn dốc. Điểm cao nhất tại đây là Đại Mạo Sơn với độ cao 958 mét ở vùng Tân Giới. Còn vùng đất thấp thì tồn tại ở phía tây bắc của Tân Giới. Ngoài ra, một số khu vực ở Tân Giới và đảo Hồng Kông được dành làm vườn quốc gia và khu bảo tồn thiên nhiên.
Với mật độ dân số cao thứ tư ở mức 6.300 người trên mỗi km vuông, Hồng Kông được biết đến với sự thiếu hụt không gian dân cư. Hồng Kông đã trải qua một số dự án lấn biển để cung cấp thêm không gian cho mục đích kinh tế và dân cư và đồng thời tăng diện tích lãnh thổ. Điều này đã khiến khoảng cách giữa đảo Hồng Kông và Cửu Long bị thu hẹp so với trước. Sân bay quốc tế Hồng Kông là sân bay công cộng duy nhất trong lãnh thổ, và chủ yếu nằm trên vùng đất lấn biển nằm trên đảo Xích Liệp Giác.
Về mặt hành chính, Hồng Kông được chia thành 18 quận, mỗi quận có một hội đồng quận riêng. Tuy nhiên, hầu hết các dịch vụ công cộng hoạt động trên toàn lãnh thổ và việc đi lại giữa các quận không bị hạn chế. Sa Điền là quận đông dân nhất vào năm 2019.
Cái tên "Hương Cảng" có nghĩa đen là "bến cảng thơm", bắt nguồn từ khu vực xung quanh Aberdeen ngày nay trên đảo Hồng Kông, nơi các sản phẩm gỗ và hương, trầm đã từng được buôn bán. Cảng Victoria tọa lạc tại vùng nước hẹp ngăn cách đảo Hồng Kông và bán đảo Cửu Long, là một trong những cảng hàng hải tự nhiên sâu nhất thế giới.
Ngoài ra, Hồng Kông nằm cách Ma Cao 60 kilômét (37 mi) về phía đông và ở phía đối diện cửa sông Châu Giang. Hồng Kông và Ma Cao được kết nối thông qua cây cầu Hồng Kông - Chu Hải - Ma Cao.

## Khí hậu
Khí hậu của Hồng Kông là cận nhiệt đới và gió mùa với mùa đông khô mát và mùa hè nóng và ẩm ướt. Tính đến năm 2006, lượng mưa trung bình hàng năm là 2.214 mm (87,2 in), mặc dù khoảng 80% thời gian mưa rơi vào giữa tháng 5 và tháng 9. Nó đôi khi bị ảnh hưởng bởi các xoáy thuận nhiệt đới vào giữa tháng 5 và tháng 11, thường là từ tháng 7 đến tháng 9 Nhiệt độ trung bình của Hồng Kông dao động từ 16 °C (60,8 °F) vào tháng 1 và tháng 2 đến 28 °C (82,4 °F) vào tháng 7 và tháng 8.
Tháng 1 và tháng 2 có nhiều mây hơn, với frông lạnh thường xuyên theo sau là gió bắc khô. Không có gì lạ khi nhiệt độ xuống dưới 10 °C (50 °F) ở khu vực thành thị. Nhiệt độ dưới 0 độ C và sương giá xảy ra ở các vùng đất cao thuộc Tân Giới. Tháng 3 và tháng 4 có thể dễ chịu hơn mặc dù thỉnh thoảng có những đợt ẩm độ cao. Sương mù và mưa phùn phổ biến trên vùng đất cao tiếp xúc với phía đông nam. Tháng 5 đến tháng 8 nóng ẩm với những cơn mưa rào và dông thỉnh thoảng xuất hiện. Nhiệt độ buổi chiều thường vượt quá 31 °C (87,8 °F) trong khi vào ban đêm, nhiệt độ thường duy trì khoảng 26 °C (78,8 °F) với độ ẩm cao. Trong tháng 11 và tháng 12 có những cơn gió dễ chịu, nhiều ánh nắng mặt trời và nhiệt độ thoải mái.

## Thông tin địa lý

### Vị trí

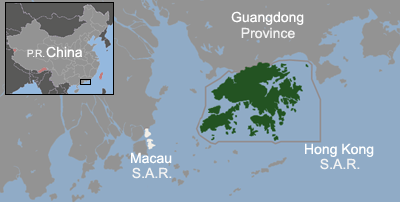
Vị trí của Hồng Kông đối với đồng bằng sông Châu Giang

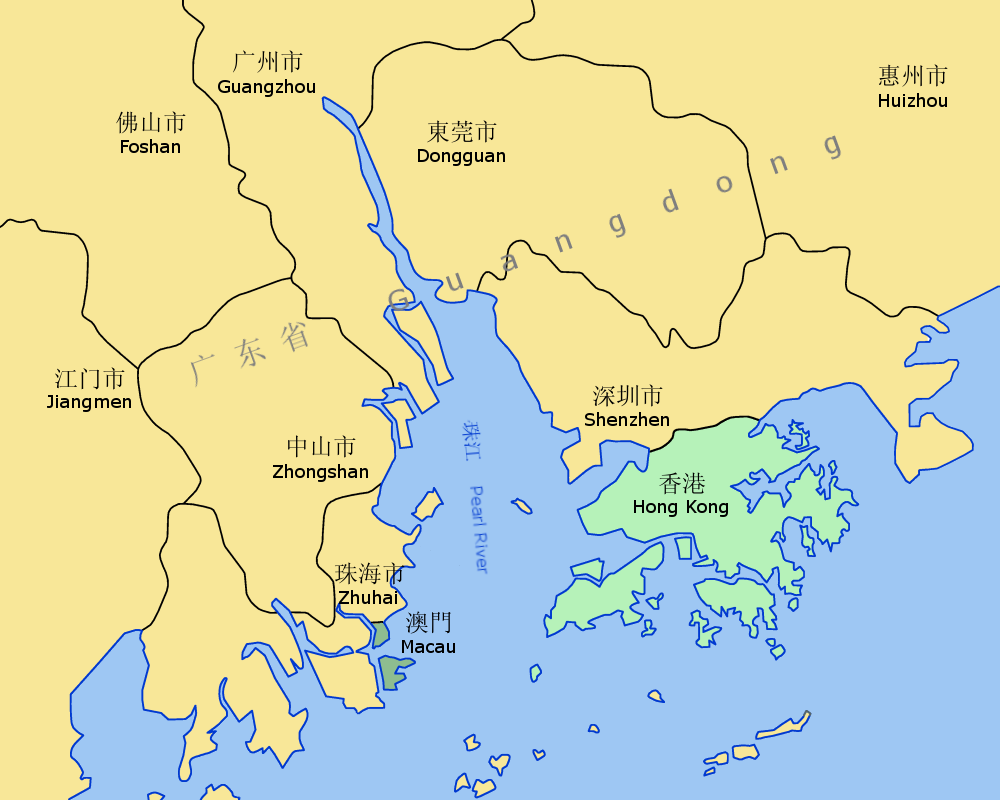
Bản đồ Hồng Kông và các thành phố lân cận

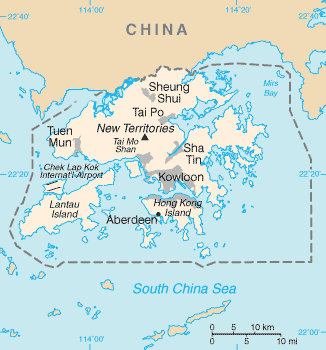
Hồng Kông giáp thành phố Thâm Quyến thuộc tỉnh Quảng Đông (không được có tên trên bản đồ này). Bản đồ cũng cho thấy ranh giới trên biển của Hồng Kông.

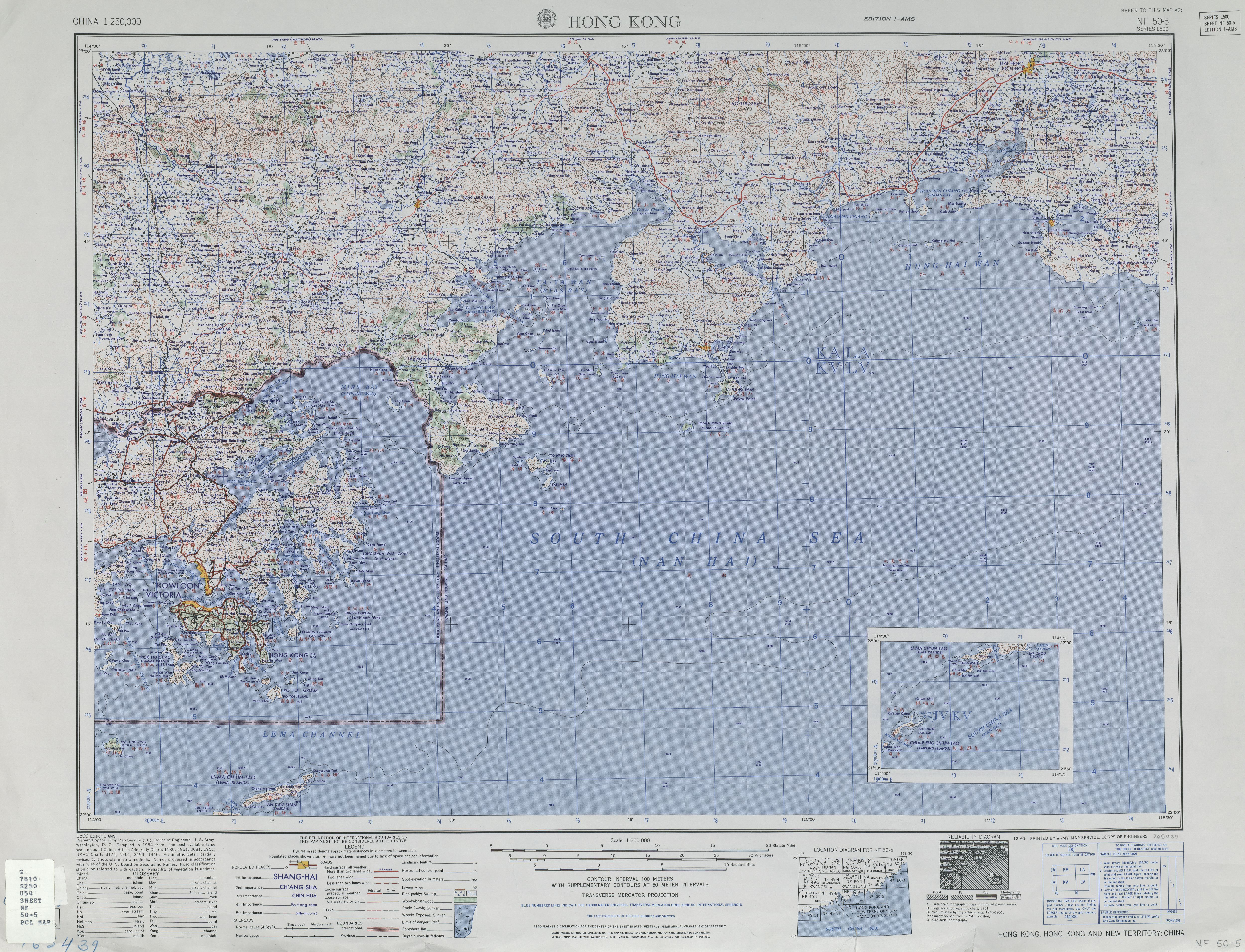
Hồng Kông (1954)

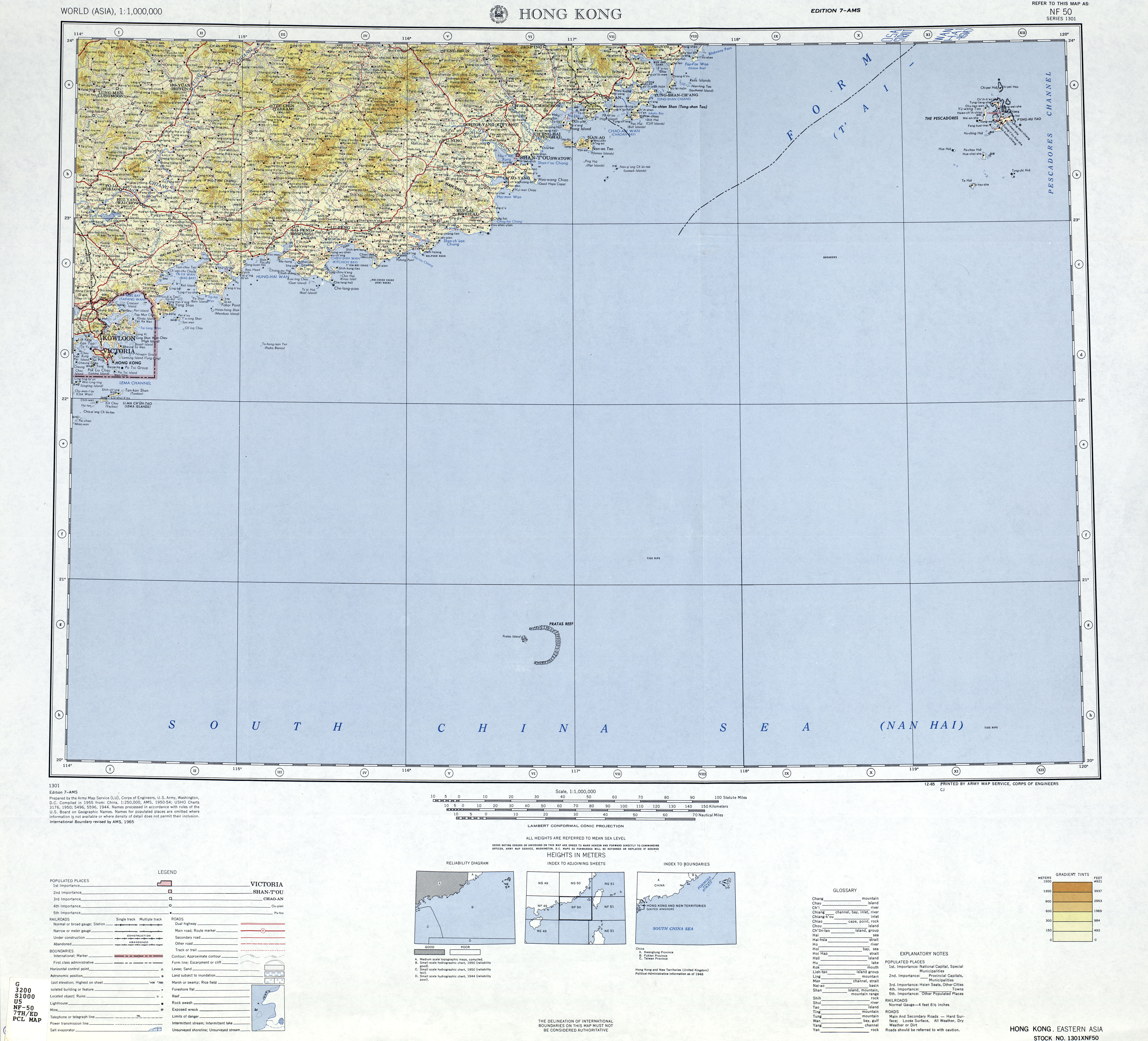
Bản đồ bao gồm Hồng Kông và khu vực lân cận từ Bản đồ quốc tế thế giới (1955)

Hồng Kông nằm trên bờ biển phía nam của Trung Quốc, cách Macau 60 km (37 dặm) về phía đông, ở phía đông của cửa sông Châu Giang. Nó được bao quanh bởi Biển Đông ở tất cả các phía ngoại trừ phía bắc, nằm cạnh thành phố Thâm Quyến của tỉnh Quảng Đông dọc theo sông Thâm Quyến. Hồng Kông có diện tích là 2.755 km² (1.064 sq mi) bao gồm đảo Hồng Kông, bán đảo Cửu Long, các vùng của Tân Giới, đảo Đại Tự Sơn, và hơn 200 hòn đảo lớn nhỏ khác. Trong đó khoảng 1.073 km² (414 sp mi) là đất và 35 km² (14 sq mi) là nước. Điểm cao nhất của vùng lãnh thổ là Đại Mạo Sơn cao 957 mét (3.140 ft) so với mực nước biển. Sự phát triển đô thị tập trung ở bán đảo Cửu Long, đảo Hồng Kông và tại các thị trấn mới trên khắp Tân Giới. Phần lớn trong số này được xây dựng trên đất cải tạo ở vùng bằng phẳng; 70 km 2 (27 dặm vuông) (sáu phần trăm của tổng diện tích hoặc khoảng 25 phần trăm không gian phát triển trong lãnh thổ) được khai hoang từ biển.
Địa hình chưa phát triển là đồi đến núi, với rất ít đất bằng phẳng, và bao gồm chủ yếu là đồng cỏ, rừng, cây bụi hoặc đất nông nghiệp. Khoảng 40% diện tích đất còn lại là dành cho vườn quốc gia và khu bảo tồn thiên nhiên. Hồng Kống có hệ sinh thái đa dạng; hơn 3.000 loài thực vật có mạch trong khu vực (300 trong số đó có nguồn gốc từ Hồng Kông) và hàng ngàn loài côn trùng, gia cầm và các loài sinh vật biển.

### Biên giới
Tổng cộng: 30 km (19 mi)
 Giáp với thành phố: Đặc khu kinh tế Thâm Quyến, tỉnh Quảng Đông

Số liệu được công bố bởi Cơ quan Tình báo Trung ương Hoa Kỳ

### Bờ biển
Tổng cộng: 733 km (455 mi)

Lãnh hải: 3 hải lý (5,6 km; 3,5 mi)
Số liệu được công bố bởi Cơ quan Tình báo Trung ương Hoa Kỳ

### Các đảo
Hồng Kông có 263 hòn đảo trên 500 m2 (5.400 foot vuông), bao gồm đảo Hồng Kông, Đại Tự Sơn, Trường Châu, Nam Nha, Bình Châu và Thanh Y.

### Địa hình
Địa hình của Hồng Kông chủ yếu là đồi núi với những sườn dốc. Có những vùng đất thấp ở phía bắc của Hồng Kông. Một số lượng đáng kể đất đai ở Hồng Kông, đặc biệt là trên đảo Hồng Kông và bán đảo Cửu Long, được khai hoang.

### Điểm cực trị
Độ cao thấp nhất ở Hồng Kông là ở Biển Đông (0 m), nơi sâu nhất là Loa Châu Môn, với độ cao −66 mét (−220 ft); trong khi độ cao cao nhất là ở Đại Mạo Sơn (957 m (3.140 ft)) ở Thuyền Loan, Tân Giới.

#### Các đầu cực
- Bắc: Sông Thâm Quyến 22°33′44″B 114°9′41″Đ / 22,56222°B 114,16139°Đ
- Đông: Đông Bình Châu 22°32′26″B 114°26′30″Đ / 22,54056°B 114,44167°Đ
- Nam: Đầu Lô Châu 22°9′14″B 113°55′21″Đ / 22,15389°B 113,9225°Đ
- Tây: Kê Dực Giác 22°13′1″B 113°50′7″Đ / 22,21694°B 113,83528°Đ

### Các đỉnh chính của Hồng Kông
1. Đại Mạo Sơn - 957 m (3.140 ft), Thuyền Loan
2. Phượng Hoàng Sơn - 934 m (3.064 ft) trên đảo Đại Tự Sơn
3. Đại Đông Sơn - 869 m (2.851 ft), trên đảo Đại Tự Sơn
4. Tứ Phương Sơn - 785 m (2.575 ft)
5. Liên Hoa Sơn - 766 m (2.513 ft), trên đảo Đại Tự Sơn
6. Di Lặc Sơn - 751 m (2.464 ft), trên đảo Đại Tự Sơn
7. Nhị Đông Sơn - 747 m (2.451 ft), trên đảo Đại Tự Sơn
8. Mã An Sơn - 702 m (2.303 ft)
9. Ngưu Áp Sơn - 674 m (2.211 ft)
10. Thảo Sơn - 647 m (2.123 ft)
11. Hoàng Lãnh - 639 m (2.096 ft)
12. Thủy Ngưu Sơn - 606 m (1.988 ft)
13. Tây Thủy Ngưu Sơn - 604 m (1.982 ft)
14. Phi Nga Sơn - 602 m (1.975 ft)
15. Thuần Dương Phong - 591 m (1.939 ft)
16. Điếu Thủ Nham - 588 m (1.929 ft)
17. Kê Công Lĩnh - 585 m (1.919 ft)
18. Thanh Sơn - 583 m (1.913 ft)
19. Liên Hoa Sơn (Thuyền Loan) - 578 m (1.896 ft)
20. Đại Lão Sơn - 577 m (1.893 ft)

Núi Thái Bình là điểm cao nhất trên đảo Hồng Kông với độ cao 552 m (1.811 ft) và là đỉnh cao thứ 24 ở Hồng Kông.

### Tài nguyên thiên nhiên
Tài nguyên thiên nhiên của Hồng Kông có thể được chia thành ba loại chính:
- Khoáng sản kim loại và khoáng sản công nghiệp phi kim loại trong khu vực trên bờ;
- Đá khai thác và đá xây dựng;
- Lớp trầm tích cát ở ngoài khơi.

Mặc dù có diện tích nhỏ nhưng Hồng Kông có số lượng khoáng sản tương đối lớn. Một số mỏ khoáng sản đã được khai thác thương mại. Sự xuất hiện khoáng sản kim loại được nhóm thành bốn loại lớn: khoáng hóa thiếc - wolfram - molypden, khoáng hóa đồng - chì - kẽm, khoáng hóa sắt và trầm tích thiếc và vàng. Sự đa dạng của các mỏ khoáng sản là do hoạt động của kỷ Đại Trung sinh và nồng độ khoáng chất đã được tăng lên một cách đáng kể bởi hoạt động thủy nhiệt liên quan đến đứt gãy. Nồng độ của các khoáng sản phi kim loại đã được khai thác thương mại bao gồm đất sét cao lanh, fenspat, thạch anh, beryl và than chì.
Trong nhiều năm, đá granit và đá núi lửa đã được khai thác cho kim loại cơ bản đường, gợn sóng, đá giáp và nhựa đường, mặc dù mục đích chính bây giờ là cho cốt liệu bê tông. Hiện tại, có ba mỏ đá đang hoạt động tại Hồng Kông. Chúng chủ yếu bằng đá granit và được đặt tại Lam Địa, Đạn Áo và đường An Đạt Thần (Anderson Road). Tất cả các mỏ đá đang trong quá trình phục hồi và có tuổi thọ từ hai đến tám năm.
Cát ở ngoài khơi đã được nạo vét để dùng khai hoang ở Hồng Kông khi tốc độ phát triển đô thị đã tăng lên.
Tài nguyên thiên nhiên bổ sung bao gồm rừng và động vật hoang dã.

### Sử dụng đất đai
Đất canh tác: 2,95%

Cây trồng cố định:0.95%

Khác: 96.10% (ước tính 2012)

Số liệu được công bố bởi Cơ quan Tình báo Trung ương Hoa Kỳ

### Mối nguy hiểm tự nhiên
Bão nhiệt đới thường xuyên xảy ra ở Hồng Kông trong những tháng mùa hè giữa tháng Sáu và tháng Tám. Sạt lở đất là vấn đề phổ biến sau những cơn mưa bão.

## Vấn đề môi trường
- Ô nhiễm không khí và nước từ quá trình đô thị hóa nhanh chóng
- Sự tuyệt chủng của các loài tự nhiên
- Sự xâm nhập của các loài ngoại lai